# Попадя (річка)
Пападя — річка в Україні, у Роменському районі Сумської області. Ліва притока Сули (басейн Дніпра).

## Опис
Довжина річки приблизно 7 км. На деяких ділянках пересихає.

## Розташування
Бере початок на північному заході від села Шаповалове. Тече переважно на північний захід через Пушкарщину і в селі Віхове впадає в річку Сулу, ліву притоку Дніпра.
Річку перетинає автомобільна дорога Н07